# David Henderson (général)
Pour les articles homonymes, voir David Henderson.
David Henderson (Glasgow, 11 août 1862 – Genève, 17 août 1921), fut un lieutenant général de l'armée britannique. Il fut le premier à commander le Royal Flying Corps et fit de la Royal Air Force un service indépendant.
Après avoir fréquenté le Royal Military College de Sandhurst, Henderson fut intégré à l'Armée britannique le 25 août 1882. Membre de l'expédition du Nil en 1898, il fut blessé lors du siège de Ladysmith lors de la seconde guerre des Boers. En 1901 il est promu Directeur de l'Intelligence militaire et ses deux ouvrages Field Intelligence: Its Principles and Practice (1904) et The Art of Reconnaissance (1907) appuient sa réputation de tacticien.
En 1911, à 49 ans, Henderson apprend à piloter, faisant de lui le plus vieux pilote du monde de l'époque. En 1913, il est promu directeur de l'aéronautique militaire. Lorsque la Première Guerre mondiale éclate, il prend le commandement du Royal Flying Corps. En 1915, Henderson retourne à Londres pour reprendre le poste de directeur général de l'aéronautique militaire. Après la guerre, Henderson obtient le poste de directeur général de la Ligue des Sociétés de la Croix-Rouge à Genève où il meurt en 1921.

## Distinctions
- Distinguished Service Order (DSO - 1902)[1]
- Chevalier commandeur de l'ordre du Bain (KCB - 1914)
- Chevalier commandeur de l'ordre royal de Victoria (KCVO - 1919)